# Casa de Nauvoo
A Casa de Nauvoo, localizada em Nauvoo, estado norte-americano do Illinois, foi a residência de Joseph Smith Jr., Emma Smith e seus filhos, tornando-se conhecida por ser a residência da Família Smith.
Joseph Smith Jr., fundador da Igreja de Jesus Cristo dos Santos do Ultimos Dias , começou a construí-la em 1840. A princípio, o objetivo era transformar o local em uma pensão, que nunca foi concluída, mas a estrutura foi posteriormente convertida em uma casa residencial e rebatizada de Mansão Riverside. A Casa de Nauvoo, como é referida hoje, faz parte do Distrito Histórico de Nauvoo e é um Marco Histórico Nacional dos Estados Unidos.

## História
Em janeiro de 1841, Joseph Smith Jr. recebeu uma revelação com instruções para construir uma casa em Nauvoo, o que seria "um lugar de descanso para o viajante cansado". A revelação também instruiu que o edifício deveria ser chamado de Casa de Nauvoo e estabeleceria instruções detalhadas sobre como a construção da casa seria financiada. George Miller, Lyman Wight, John Snider e Peter Haws foram apontados como os superintendentes do projeto, e criaram a Associação da Casa de Nauvoo em 23 de fevereiro de 1841.
A construção da Casa de Nauvoo iniciou-se em 1841, após Joseph colocar o manuscrito original do Livro de Mórmon na pedra angular do edifício. A construção continuou até 1844, quando os recursos financeiros para a construção da Casa de Nauvoo foram poupados para construção do Templo de Nauvoo.
Após o assassinato de Joseph Smith Jr. e seu irmão, Hyrum Smith, mortos por uma multidão em junho de 1844, seus corpos foram enterrados no porão da Casa de Nauvoo, mesmo com a construção ainda inacabada, para impedir que seus corpos fossem roubados. Mais tarde, seus corpos foram retirados e enterrados perto da Mansão Smith.
Emma Smith, viúva de Joseph, reteve o título à Mansão. Quando a maioria dos Santos dos Últimos Dias deixou Nauvoo no final dos anos 1840, a casa ainda estava parcialmente concluída. Em 1870, Emma e seu novo marido, Lewis C. Bidamon, renomearam o prédio para Mansão Riverside (também chamada Bidamon House). Emma Smith e Lewis Bidamon viveram na Mansão Riverside de 1871 até suas mortes.
Em 1909, a Igreja Reorganizada de Jesus Cristo dos Santos dos Últimos Dias (atualmente chamada de Comunidade de Cristo) adquiriu a propriedade.